# Adoro te devote
L’Adoro te devote est une poésie chrétienne (rhythmus dans le manuscrit) dont on attribue en général la composition à Thomas d'Aquin. Si l'on peut considérer que l'usage fut, à l'origine, personnel, c'est un chef-d'œuvre du Moyen Âge, qui exprime le mystère de l'union avec le Dieu dans l'Eucharistie.  

## Le texte
| latin | français |
| --- | --- |
| (I) Adoro te devote, latens Deitas, quæ sub his figuris vere latitas : tibi se cor meum totum subjicit, quia te contemplans totum deficit. (II) Visus, tactus, gustus in te fallitur, sed auditu solo tuto creditur ; credo quidquid dixit Dei Fílius : nil hoc verbo veritatis verius. (III) In cruce latebat sola Deitas, At hic latet simul et humanitas: Ambo tamen credens atque confitens, Peto quod petivit latro pœnitens. (IV) Plagas, sicut Thomas, non intueor, Deum tamen meum te confiteor. Fac me tibi semper magis credere, In te spem habere, te diligere. (V) O memoriale mortis Domini ! Panis vivus, vitam præstans homini ! Præsta meæ menti de te vivere, Et te illi semper dulce sapere. (VI) Pie pellicane, Jesu Domine, Me immundum munda tuo sanguine, Cujus una stilla salvum faceret, Totum mundum quit ab omni scelere. (VII) Jesu, quem velatum nunc aspicio, Oro fiat illud, quod tam sitio ; Ut, te revelata cernens facie, Visu sim beatus tuæ gloriæ. Amen,. | Je t'adore dévotement, Dieu caché Qui sous ces apparences vraiment prends corps, À Toi, mon cœur tout entier se soumet Parce qu'à te contempler, tout entier il s'abandonne. La vue, le goût, le toucher, en toi font ici défaut, Mais t'écouter seulement fonde la certitude de foi. Je crois tout ce qu'a dit le Fils de Dieu. Il n'est rien de plus vrai que cette Parole de vérité. Sur la Croix, se cachait ta seule divinité, Mais ici, en même temps, se cache aussi ton humanité. Toutes les deux, cependant, je les crois et les confesse, Je demande ce qu'a demandé le larron pénitent. Tes plaies, tel Thomas, moi je ne les vois pas, Mon Dieu, cependant, Tu es, je le confesse, Fais que, toujours davantage, en toi je crois, Je place mon espérance, je t'aime. O mémorial de la mort du Seigneur, Pain vivant qui procure la vie à l'homme, Procure à mon esprit de ne vivre que de toi Et de toujours savourer ta douceur. Pieux pélican, Jésus mon Seigneur, Moi qui suis impur, purifie-moi par ton Sang Dont une seule goutte aurait suffi à sauver Le monde entier de toute faute. Jésus, que sous un voile, à présent, je regarde Je t'en prie, que se réalise ce dont j'ai tant soif, Te contempler, la face dévoilée, Que je sois bienheureux, à la vue de ta Gloire. Amen. |

L'édition critique, qui présente quelques variantes mineures, fut établie par Robert Wielockx (1998), et se trouve dans J.-P. Torrell, Recherches thomasiennes, Vrin, 2000, p. 368.

## Partition

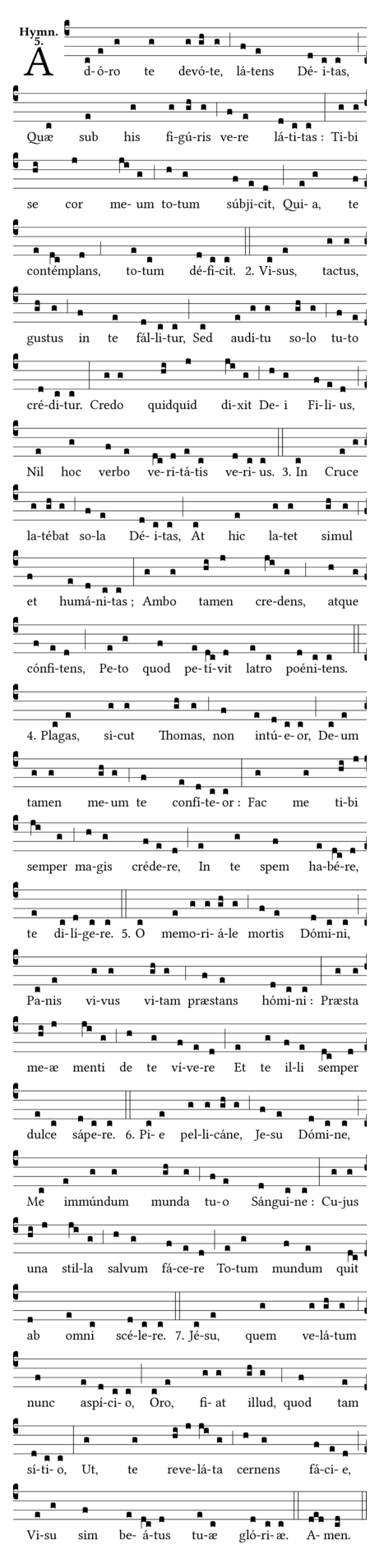

## Caractéristique de texte
Denis Sureau résume le caractère de cette poésie chrétienne : « L’Adoro te ne fait pas partie de l'Office du Très Saint-Sacrement. On a pu souligner la différence de ton entre cette poésie liturgique et les compositions de l'office, ici plus simple et pénétrant, là plus doctrinal et solennel ». C'est pourquoi l'auteur sélectionna cette forme littéraire.  
La composition en sept strophes est expliquée par Dom Eugene Vandeur de l'abbaye de Maredsous, dont Denis Sureau cite le texte : « en sept strophes et comme en gradation, les sept mouvements de l'âme en soif d'union avec le Dieu de l'Eucharistie : l'adoration de Dieu, l'adhésion à Dieu, la confession de Dieu, l'abandon à Dieu, la faim de Dieu, la purification par Dieu, la félicité en Dieu. C'est dire que le mystère de foi reste l'instrument capital de la sainteté, de celle qui transforme en Jésus-Christ ». Il s'agit donc d'une composition par excellence, de la main d'un auteur de qualité.

## Historique

### Origine
Parmi les écritures de saint Thomas d'Aquin, l'attribution de l'Adoro te devote était souvent doutée ou contestée,.
En fait, l'usage des textes de Thomas d'Aquin dans le rite romain ne fut établi, en dépit des confirmations et recommandations de plusieurs papes, qu'au XVe siècle, notamment après celles de Sixte IV († 1484), et surtout c'était le cas de la séquence Lauda Sion destinée à la Fête-Dieu. D'où il existe une difficulté considérable à identifier l'auteur par les manuscrits. Faute d'autographes de ce Docteur de l'Église, cet attachement était effectué avec la tradition textuelle et littéraire des manuscrits ainsi que la comparaison avec les doctrines présentées dans ses œuvres théologiques. Dans ce contexte, en 1929, Dom Henri-Marie-André Wilmalt ayant étudié en détail ce poème ne donna pas sa conclusion. L'année suivante, Auguste Gaudel insista que la pensée de l'auteur de l'Adoro te dans la deuxième strophe Visus, tactus était étrange de celle que Thomas d'Aquin présentait dans la Somme théologique Tertia pars.
Contrairement à ce que Wilmalt et Gaudel pensaient, Jean-Pierre Torell, spécialiste de Thomas d'Aquin, considère de nos jours que ce Dominicain est tout à fait l'auteur :
1. Le texte complet se trouve dans la quatrième version de l’Ystoria sacti Thome (Histoire de saint Thomas) de Guillaume Tocco, plus critique[jt 1]. Il s'agit de la première biographie de ce théologien.
2. À la différence des hymnes de ce Docteur de l'Église, ce poème était mentionné dans un manuscrit du XIVe siècle qui présentait que cette prière était prononcée par frère Thomas sur son lit de mort[jt 2].
3. Un poème de Jacopone da Todi, daté entre 1280 et 1294, contient des mêmes vocabulaires de la prière de l’Adoro te, selon lequel on peut considérer comme paraphrase[jt 2].
4. L'expression particulière une seule goutte (strophe VI) se trouve dans d'autres œuvres de ce Docteur[jt 3].

Henk J. M. Schoot précisa encore, en 2016, que la plupart des 51 manuscrits les plus anciens mentionnaient le nom de Thomas d'Aquin ainsi qu'aucun document ne présentait autre nom comme auteur. Ces manuscrits étaient très souvent liés aux Dominicains et/ou à Naples (À Naples où saint Thomas était étudiant, naquit sa première vocation dominicaine ; il priait beaucoup à la chapelle Saint-Nicola de Naples jusqu'à la fin de sa vie). Le théologien remarquait aussi que le texte exprime la transsubstantiation et non transformation. Le dogme de cette transsubstantiation avait été déterminé, pour la première fois, par le quatrième concile du Latran, tenu sous le pontificat d'Innocent III en 1215. La composition par Thomas d'Aquin avec ce dogme reste, donc chronologiquement, raisonnable. D'après Schoot, il est probable que l’Adoro te devote était, à l'origine, la prière personnelle de ce Docteur de l'Église. D'ailleurs dans un dictionnaire, la composition est supposée vers 1260 à Paris, lorsque Thomas d'Aquin se consacrait aux études de l'eucharistie. Ce point de vue, théologie de Thomas sur l'eucharistie qui est présentée dans l’Adoro te, est soutenu par plusieurs chercheurs, depuis l'étude de Martin Grabmann.    
En admettant que la Commission léonine ait décidé de supprimer cette pièce dans son édition critique en préparation, mais sans présenter sa raison, les avis des théologiens de nos jours préfèrent Thomas d'Aquin, dit doctor eucharisticus, comme auteur. D'ailleurs, il n'est pas facile à trouver un autre personnage qui était capable de satisfaire la qualité de cette œuvre et la circonstance. D'où en 2016, le théologien Henk Schoot lui aussi conclut qu'il est quasiment certainement l'auteur. La Bibliothèque nationale de France garde sa détermination semblable : « Attribué à : Thomas d'Aquin. »  
Encore faut-il restaurer le texte, si celui qui reste en usage est le texte critique de Dom André Wilmart. En effet, les syllabes et accents du premier verset manquent de cohérence avec d'autres,. Comme il est peu probable que Thomas d'Aquin ait commis ce type d'erreur, Schoot propose le verset Te devote laudo, latens veritas, en tant que strophe restauré. Car, une modification de texte aurait été effectuée tardivement, après le trépas de Thomas d'Aquin.

### Adoro te Domineen tant que prière de l'Adoration de la Croix
Il faut remarquer qu'avant que ce texte ne soit composé, la prière Adoro te existait déjà, avec de nombreuses variations, par exemple Adoro te domine Iesu Christe in cruce ascendentem,. L'origine remonte à l'époque carolingienne, au IXe siècle. Son usage était réservé, selon ce texte, à l'Adoration de la Croix, à savoir du Christ crucifié, et notamment au Vendredi saint. À partir du XIIIe siècle, cette prière pour la Croix était intégrée à celle de l'élévation, c'est-à-dire l'utilisation devint commune. Aussi, sous influence de l’Adoro te Domine, l'usage de l’Adoro te devote pour l'adoration fut-il établi.

### À la Renaissance
La trace de cette poésie restait, au XIVe siècle, très faible. Jean-Pierre Torrell ne comptait en 2015 que seuls trois manuscrits. Il fallait attendre le siècle suivant de sorte qu'elle soit diffusée.
À partir de la fin du XVe siècle, l'usage de l'hymne fut diversifié dans la célébration alors qu'auparavant, l’Ave verum corpus était en multiusage. L’Adoro te devote entra de plus en plus dans le répertoire, et, avec l'O salutaris Hostia, la Panis angelicus et d'autres, était utilisée tant pour la prière de dévotion que pour l'élévation. Aussi l'usage pour le Saint-Sacrement devint-il habituel jusqu'aujourd'hui.

### Après la Contre-Réforme
À la suite du concile de Trente, l'Église catholique fit réformer sa liturgie. Dans le Missel romain, publié en 1570 sous le pontificat de Pie V, lequel était le premier dans son histoire, l'hymne Adoro te devote fut ajoutée. Jamais officielle dans la messe auparavant, elle se plaça, en tant que prière de célébrant, à la fin du Missel pour l'action de grâce,,. Si la tradition disait que Pie V lui-même fit insérer cette hymne, on ne sait pas quel document précisait cette attribution. Ce qui reste probable est que la Contre-Réforme fit retrouver et favoriser cette hymne oubliée. En 1872, William Edward Scudamore écrivit qu'il n'avait trouvé aucun missel, publié avant 1570, et qui contenait l'Adoro te devote. Cela confirme l'approbation formelle par le Saint-Siège.

### Composition musicale
Quant à la composition musicale, le répertoire de cette hymne restait vraiment modeste, à la différence d'autres motets pour l'élévation. On compte peu de grands compositeurs, et comprend que le texte réservé aux célébrants empêchât d'intéresser les musiciens. Dans certains cas, l'usage était précisé par les compositeurs, pour l'élévation, car le célébrant ne chante pas post missam.
À la Renaissance, une œuvre fut composée, celle qui reste seule exemplaire que l'on connaisse. Il s'agit d'un motet de Gregor Aichinger, publié en 1607. Le premier verset n'est pas identique à celui du Missel romain : Adoro te supplex, latens Deitas,.
Sous le règne du roi de France Louis XIV, trois musiciens en service écrivirent cependant leur motet Adoro te devote, Henry Du Mont, Pierre Robert et Guillaume-Gabriel Nivers. Mais ni Marc-Antoine Charpentier ni Michel-Richard de Lalande ne s'intéressèrent, quoique ces deux aient créé de nombreux motets. 
De même phénomène est constaté pour le XIXe siècle où un grand nombre d'organistes français écrivirent les motets de l'élévation et du Saint-Sacrement.

### Après le concile Vatican II
La réforme liturgique selon le concile Vatican II donna, dans la célébration, un rôle plus important à l'hymne. Auparavant chantée à la fin, cette dernière est désormais chantée au début de la célébration, afin de présenter l'intention ou le sujet de chaque office. D'où, pour la première fois, le texte critique de l'hymne fut établi par le Vatican. En ce qui concerne l'Adoro te devote qui comptait plusieurs variations, le texte critique de Dom André Wilmart, publié en 1932, fut officiellement adopté.
Toutefois, l'hymne n'est attribuée, dans le rite romain, à aucune fête religieuse ni à la célébration liturgique particulière. Dans le Missel romain approuvé par le pape Jean XXIII (1962), l'Adore te devote est affectée aux prières de l'indulgence. Si cet usage est le premier cas officiel dans le rite romain, on voit la suppression de cette poésie dans celui de 1969. 
En revanche, elle intéresse encore des organistes. Il s'agit tant de la pièce d'orgue que du motet accompagné de l'orgue. À la fin de sa vie, Olivier Messiaen plaça sa pièce pour l'orgue à la tête du Livre du Saint-Sacrement sorti en 1984.
Par ailleurs, le 24 décembre 2004, le pape Jean-Paul II donna son homélie lors de sa dernière messe de minuit, avec le texte de l'Adoro te devote, latens Deitas.

## Catéchisme de l'Église catholique
Les strophes I et II sont citées par le Catéchisme de l'Église catholique, afin d'expliquer, théologiquement et poétiquement, le mystère de l'eucharistie : [lire en ligne] (II. 2. 1. 3. Le sacrement de l'eucharistie, v. Le sacrifice sacramentel : action de grâce, mémorial, présence, n° 1381).

## Usage dans la liturgie
L'usage de l'Adoro te devote demeure particulier : celle-ci était, à l'origine, conçue et décrétée en faveur de la fin de la liturgie. Cet usage pour le célébrant se trouve tant dans le rite romain que le rite ambrosien ainsi que le rite gallican, en tant que gratiarum actio post missalm (action de grâce). L'utilisation comme præparatio ad missam (préparation de messe) n'était pas habituelle.   
Henk Schoot, qui examina les manuscrits les plus anciens, a un avis différent. Selon lui, la poésie était d'abord réservée au viatique , ce qui n'est pas la liturgie mais l'un des sacrements (eucharistie) et l'indulgence pour celui qui est en train de mourir.
Un certain nombre de compositions musicales témoignent que leur usage était réservé à l'élévation ou à l'honneur du Saint-Sacrement.
Il est à noter qu'historiquement, en 1893 sous le pontificat de Léon XIII, juste avant la réforme liturgique de saint Pie X, cette prière était en usage selon le rite romano-lyonnais approuvé par Pie IX, à la fin de la célébration de la Fête-Dieu et après la rentrée du Saint-Sacrement en procession.
Au XIXe siècle au Royaume-Uni aussi, à la suite de la traduction en anglais par Gerard Manley Hopkins, qui était passionné de cette poésie, l'usage était préféré par ses collaborateurs, Jésuites, en faveur de la procession de la Fête-Dieu, également, et de l'adoration du Saint-Sacrement. À cette époque-là, cette dernière était devenue phénomène en Angleterre.
En résumé, l'usage liturgique de l’Adoro te devote était et est :

- dans le rite romain officiel
1. prière de célébrant après la messe et la célébration (action de grâce ; à partir de 1570)
2. indulgence (après le concile Vatican II)

- dans d'autres rites et usage facultatif 
1. viatique
2. élévation
3. salut du Saint-Sacrement
4. procession de la Fête-Dieu
5. prière de dévotion

Il est encore à remarquer que le chant fut chanté à la basilique Saint-Pierre du Vatican, le 14 juin 2020. La messe solennelle de la Fête-Dieu, que le pape François présida, fut suivi des adoration et bénédiction de l'Eucharistie. L’Adoro te devote annonça le début de cette célébration dont la fonction se consacrait au salut du Saint-Sacrement, et sans doute à la place de procession, qui n'eut pas lieu ce jour-là  (p. 45 - 47).

## Mis en musique

### À la Renaissance
- Gregor Aichinger (vers 1564 - † 1628) : motet à 4 voix Adoro te supplex, latens Deitas dans les Cantiones Ecclesiasticæ (1607)[15]

### Musique baroque
- Henry Du Mont (1610 - † 1684) : motet à 3 voix avec basse continue[23]
- Joan Cererols (1618 - † 1680) : motet à 4 voix pour le Saint-Sacrement[24]
- Pierre Robert (vers 1618 - † 1699) : motet pour 3 voix, 2 violons et basse continue[25]
- Guillaume-Gabriel Nivers (1632 - † 1714) : motet accompagné de basse continue, dans le Motets propres pour les religieuses par le Sieul Nivers (1689)[26]
- Jean Desfontaines (vers 1658 - † vers 1752) : motet du Saint-Sacrement pour voix seule et basse continue[27] [manuscrit en ligne]
- Henry Madin (1698 - † 1748) : motet à 2 voix de soprano accompagné des instruments, dans les Motets à deux dessus avec simphonie et sans simphonie (1740)[28]
- Giovanni Battista Pergolesi (1710 - † 1736) : motet pour soprano solo et instruments[29]

### Musique classique
- Caspar Ett (1788 - † 1847) : motet à 4 voix accompagné d'orgue, dans les Chants liturgiques en l'honneur du T. S. Sacrement (1857)[30],[31]
- Louis-James-Alfred Lefébure-Wély (1817 - † 1869) : motet pour chœur d'hommes et orgue (vers 1860)[32]
- Jacopo Tomadini (1820 - † 1883) : motet à 3 voix accompagné d'orgue, dans la Music a sacra (publication posthume 1964)[33]
- Georges Schmitt (1821 - † 1900) : motet pour chœur à l'unisson et orgue en faveur de la bénédiction du Très Saint-Sacrement (1861)[34]
- Louis-Lazare Perruchot (1852 - † 1930) : œuvre pour soprano et alto accompagnée d'orgue, dans les Éditions musicales au Noël[35]
- Francis De Zulueta (1853 - † 1937) : motet à une voix avec orgue[36]

### Musique contemporaine
- Alfred Rose (18... - † 19...) : hymne pour chœur à 4 voix et orgue, op. 68[37]
- Albert Alain (1880 - † 1971) : motet à 4 voix accompagne d'orgue (1932)[38]
- Jean-René Quignard (1887 - † 1978) : motet pour 2 voix et orgue[39]
- Gaston Litaize (1909 - † 1991) : œuvre pour chœur à 4 voix et orgue (1990)[40]
- Jean-Paul Baumgartner (1932 - † 2012) : motet pour chœur (vers 1970)[41]
- Cecilia McDowall (1951 - ) : œuvre à 5 voix a cappella, pour liturgie ou concert, dédiée aux victimes des séismes de 2015 au Népal (2016)[42]

### MesseAdoro te devote
- Joseph Bovet (1879 - † 1951) : Messe adoro te y compris hymne Adoro Te pour chœur à 4 voix et orgue, en faveur du chœur de la cathédrale Saint-Nicolas de Fribourg[43]
- Richard Proulx (1937 - † 2010) : Corpus Christi Mass Adoro te devote pour chœur à 4 voix, selon la mélodie de procession Adoro te devote dans le bréviaire d'un diocèse français daté de 1697 (1992, texte révisé 2011)[44]

### Œuvre instrumentale
- Félix-Alexandre Guilmant (1837 - † 1911) : Sortie sur l'hymne Adoro te devote pour orgue, dans L'organiste liturgiste, op. 65 (1884)[45]
- Marcel Dupré (1886 - † 1971) : Symphonie-Passion pour orgue, op. 23, IVe mouvement Résurrection (1924)[46],[47]
- Flor Peeters (1903 - † 1986) : pièce pour orgue, dans les Chorale Preludes, op. 76, n° 1[48]
- Jean Langlais (1907 - † 1991) : pièce pour l'élévation, dans la Suite médiévale en forme de messe basse pour orgue (1947)[49]
- Olivier Messiaen (1908 - † 1992) : pièce n° 1 du Livre du Saint-Sacrement (1984)[18]
- David Lasky (1957 - ) : prélude pour orgue[50]
- Frederick Frahm (1964 - ) : duo instrumental accompagné d'orgue[51]

#### Missale romanum (rite romain)
- Orationes post celebrationem et communionem dicendæ / rubrique Rhythmus sancti Thomæ ad sacrem Eucharistiam (1827) [lire en ligne]
- Expositio litteralis et mystica totius missæ eiusque ritus et ordo accedunt præparatio et gratiarum actio et aliæ orationes / Aliæ orationes dicendæ post celebrat. missæ / Rhythmus sancti Thomæ ad sacram Eucharistiam (1875) [lire en ligne]
- rubrique Indulgentia quinque annorum toties quoties (1962/2005) [lire en ligne]

#### Santa messa in rito ambrosiano (rite ambrosien)
- Præparatio ad missam et gratiarum action post missam ad usum sacerdotum / rubrique Conclusio exercitiorum post missam / Rhythmus s. Thomæ ad s. Eucharistiam (1844) [lire en ligne]
- Gratiarum actio post missam / rubrique Rhythmus S. Thomæ Aquinatus (1902) [lire en ligne]

#### Memoriale Vitæ Sacerdotalis a sacerdote gallicano, diœcesis linconensis exule redactum (rite gallican)
- Gratiarum / rubrique Rhythmus Sancti Thomæ ad seacram Eucharistiam (1795) [lire en ligne]

#### Præparatio ad missam
- Appendice de L'Imitation de Jésus-Christ / Præparatio ad missam / rubrique Rhitmus s. Thomæ ad Sacram Eucharistiam (1863) [lire en ligne]

#### Eucharistie
- Adoro te, traduit et paraphrasé en vers français, ou Cantique à Jésus dans l'Eucharistie, par l'abbé Demaison, Imprimerie-Librairie de l'œuvre de Saint-Paul Soussens et Ce, Paris 1881 [lire en ligne]

#### Recueil
- Philippus Rovenius[52], Het gulden wieroockvat (Encensoir d'or) selon la Contre-Réforme, Anvers 1636 [lire en ligne]